# 2711 Александров
2711 Александров (1978 QB2, 1953 XM1, 1970 AE1, 1971 FV, 2711 Aleksandrov) — астероїд головного поясу, відкритий 31 серпня 1978 року.
Тіссеранів параметр щодо Юпітера — 3,220.